# Federico di Verdun
Federico di Verdun (964 circa – Verdun, 6 gennaio 1022) fu conte di Verdun dal 988, conte di Castres dal 1000 circa e infine monaco nell'abbazia di St Vaast, fino alla sua morte.

## Origine
Secondo le Gesta Episcoporum Virdunensium, continuatio e anche secondo la Chronica Albrici Monachi Trium Fontium era il figlio secondogenito del Conte di Bidgau e Methingau, Conte di Verdun e conte di Hainaut, Goffredo I e di Matilde di Sassonia, che, secondo l'Annalista Saxo era la figlia femmina primogenita di Ermanno Billung, duca di Sassonia, e di Hildegard di Westerburg.
Come ci viene confermato dal documento nº 212 del Mittelrheinisches Urkundenbuch, I, Goffredo I di Verdun era figlio del Conte di Bidgau e Methingau, Gozlin, e di Uda, figlia del conte Gerardo, nipote di Adalardo il Siniscalco, e della moglie (di cui era il secondo marito), Oda di Sassonia; Goffredo I di Verdun, inoltre era fratello del vescovo di Reims, Adalberone di Reims, ed era anche nipote del vescovo di Metz, sempre di nome Adalberone e di Federico I duca dell'Alta Lorena, a sua volta, padre di un vescovo di Verdun e di Metz, ancora di nome, Adalberone.

## Biografia
Nel 963, quando i suoi genitori si erano sposati, sua madre, Matilde, era vedova di Baldovino III, conte di Fiandra e d'Artois, come ci viene confermato dal Sigeberti Auctarium Affligemense, a cui aveva dato un figlio, Arnolfo, come ci conferma la Genealogica ex Stirpe Sancti Arnulfi descendentium Mettensis.
Ancora secondo le Gesta Episcoporum Virdunensium, continuatio, nel 984, Federico si adoperò per riportare nella sua diocesi la salma di suo fratello, Adalberone, vescovo della Diocesi di Verdun, dall'Italia, dove era morto, per poi farla tumulare nella Cattedrale di Verdun.
Dopo la morte di suo padre, avvenuta tra il 998 ed il 1002; Le nécrologe de la cathédrale de Verdun (non consultato) riporta la morte di Goffredo il 3 settembre, senza riportare l'anno, Federico, in quanto figlio più anziano rimasto in vita, gli succedette come conte di Verdun; secondo il documento nº 149 dei Friedrick I Diplomata, datato 1156, dell'imperatore, Federico Barbarossa, la contea, prima della morte dell'imperatore, Ottone III di Sassonia, avvenuta nel 1002, la contea era passata alla diocesi di Verdun; ma la Chronica Albrici Monachi Trium Fontium, nel 1005, cita Federico col titolo di conte, ed inoltre secondo il documento n° XXVI del Cartulaire de l'abbaye Saint-Vanne de Verdun (non consultato), del vescovo di Verdun, datato 1120, cita Federico come conte di Verdun (domni Frederici…comes nostre civitatis).
In quegli anni Federico ottenne anche la contea di Castres, come ci viene confermato dal documento nº 96 dei Heinrici II Diplomata, datato 5 maggio 1005, in cui l'imperatore, Enrico II, cita Federico come conte di Castres (comitatu predicti Frederici comitis qui vocatur Castricensis).
Secondo le Gesta Episcoporum Cameracensium liber III, suo fratello, Goffredo, nel 1012, dal re di Germania, Enrico II, fu designato a succedere come Duca della Bassa Lorena (Lotaringia) al carolingio, Ottone, che era privo di discendenza maschile.
Federico (Friderici comitis) ed il fratello, Goffredo II Duca della Bassa Lorena (Lotaringia) (Godifridi ducis), controfirmarono il documento nº 427 dei Heinrici II Diplomata, datato 1020, in cui l'imperatore, Enrico II, conferma alcuni privilegi all'Abbazia di Fulda.
Negli ultimi anni della sua vita, Federico divenne monaco all'abbazia di St Vaast, come conferma anche la Vita Richardi abbatis S Vidoni Virdunensis, come ci viene confermato dal documento n° XXIX del Cartulaire de l'abbaye Saint-Vanne de Verdun (non consultato), dell'abate Riccardo, datato 1120.
Col documento nº 492 dei Heinrici II Diplomata, l'imperatore, Enrico II, conferma, senza precisare la data, una donazione fatta da Federico in suffragio delle anime dei propri genitori, Goffredo e Matilde.
Secondo i Necrology of Arras St Vaast, p. 10 (non consultato) Federico (Fridericus avunculus Balduini Barbati comitis Flandriæ, ortus ex Godefrido Barbato comite Arduennæ, Virduni, Bullonii et Mathilde comitissæ Saxoniæ) morì nel 1022, il 6 gennaio; sempre secondo i Necrology of Arras St Vaast, p. 10, Federico fu sepolto nell'abbazia di San Vitone di Verdun e come viene confermato dalla Vita Richardi abbatis S Vidoni Virdunensis.
Dato che morì senza discendenti, Federico, nella contea di Verdun, venne succeduto dal fratello minore, Goffredo II, Duca della Bassa Lorena (Lotaringia) e Signore di Bouillon.

## Discendenza
Di Federico non si hanno notizie né di mogli né di discendenti.

## Ascendenza
|                         |         |                      | Genitori             |  |  | Nonni |  |  | Bisnonni           |  |  | Trisnonni |  |
|                         |         |                      |                      |  |  |       |  |  | Vigerico di Bidgau |  |  | …         |  |
|                         |         |                      |                      |  |  |       |  |  | Vigerico di Bidgau |  |  | …         |  |
|                         |         | …                    |                      |  |  |       |  |  | Vigerico di Bidgau |  |  |           |  |
| Gozlin                  |         |                      |                      |  |  |       |  |  | Vigerico di Bidgau |  |  |           |  |
|                         |         | Cunigonda            | …                    |  |  |       |  |  |                    |  |  |           |  |
|                         |         | Cunigonda            | …                    |  |  |       |  |  |                    |  |  |           |  |
|                         |         | Cunigonda            | Ermentrude           |  |  |       |  |  |                    |  |  |           |  |
| Goffredo I di Verdun    |         | Cunigonda            |                      |  |  |       |  |  |                    |  |  |           |  |
|                         |         | Gerardo I di Metz    | Adalardo II di Metz  |  |  |       |  |  |                    |  |  |           |  |
|                         |         | Gerardo I di Metz    | Adalardo II di Metz  |  |  |       |  |  |                    |  |  |           |  |
|                         |         | Gerardo I di Metz    | …                    |  |  |       |  |  |                    |  |  |           |  |
| Oda di Metz             |         | Gerardo I di Metz    |                      |  |  |       |  |  |                    |  |  |           |  |
|                         |         | Oda di Sassonia      | Ottone I di Sassonia |  |  |       |  |  |                    |  |  |           |  |
|                         |         | Oda di Sassonia      | Ottone I di Sassonia |  |  |       |  |  |                    |  |  |           |  |
|                         |         | Oda di Sassonia      | Edvige di Babenberg  |  |  |       |  |  |                    |  |  |           |  |
| Federico di Verdun      |         | Oda di Sassonia      |                      |  |  |       |  |  |                    |  |  |           |  |
|                         | Billung | …                    |                      |  |  |       |  |  |                    |  |  |           |  |
|                         | Billung | …                    |                      |  |  |       |  |  |                    |  |  |           |  |
|                         | Billung | …                    |                      |  |  |       |  |  |                    |  |  |           |  |
| Ermanno di Sassonia     | Billung |                      |                      |  |  |       |  |  |                    |  |  |           |  |
|                         |         | Ermengarda di Nantes | …                    |  |  |       |  |  |                    |  |  |           |  |
|                         |         | Ermengarda di Nantes | …                    |  |  |       |  |  |                    |  |  |           |  |
|                         |         | Ermengarda di Nantes | …                    |  |  |       |  |  |                    |  |  |           |  |
| Matilde di Sassonia     |         | Ermengarda di Nantes |                      |  |  |       |  |  |                    |  |  |           |  |
|                         |         | …                    | …                    |  |  |       |  |  |                    |  |  |           |  |
|                         |         | …                    | …                    |  |  |       |  |  |                    |  |  |           |  |
|                         |         | …                    | …                    |  |  |       |  |  |                    |  |  |           |  |
| Ildegarda di Westerburg |         | …                    |                      |  |  |       |  |  |                    |  |  |           |  |
|                         |         | …                    | …                    |  |  |       |  |  |                    |  |  |           |  |
|                         |         | …                    | …                    |  |  |       |  |  |                    |  |  |           |  |
|                         |         | …                    | …                    |  |  |       |  |  |                    |  |  |           |  |
|                         |         | …                    |                      |  |  |       |  |  |                    |  |  |           |  |

### Letteratura storiografica
- Edwin H. Holthouse, L'imperatore Enrico II, in «Storia del mondo medievale», vol. IV, 1999, pp. 126–169